# BRIO
BRIO – słoweński kanał telewizyjny należący do przedsiębiorstwa Pro Plus. Został uruchomiony w 2013 roku.